# Узьмица
Узьмица — река в России, протекает в Сямженском районе Вологодской области. Устье реки находится в 15 км по правому берегу реки Нишма. Длина реки составляет 13 км.
Исток Узьмицы находится около деревни Чижово (Сельское поселение Коробицынское). Река течёт на юго-восток, крупных притоков нет, вскоре после истока на правом берегу находится центр сельского поселения деревня Георгиевская, а на левом — деревня Узмица.

## Данные водного реестра
По данным государственного водного реестра России относится к Двинско-Печорскому бассейновому округу, водохозяйственный участок реки — озеро Кубенское и реки Сухона от истока до Кубенского гидроузла, речной подбассейн реки — Сухона. Речной бассейн реки — Северная Двина.
Код объекта в государственном водном реестре — 03020100112103000005764.